# Acrophtalmia leuce
Acrophtalmia leuce är en fjärilsart som beskrevs av Felder 1867. Acrophtalmia leuce ingår i släktet Acrophtalmia och familjen praktfjärilar. Inga underarter finns listade i Catalogue of Life.